# Guaramirim
Guaramirim é um município brasileiro do estado de Santa Catarina. Localiza-se a uma latitude 26º28'23" sul e a uma longitude 49º00'10" oeste, estando a uma altitude de 22 metros. Sua população estimada em 2020 é de 45.797 habitantes. A renda per capita gira em torno de 41.575,11 reais. É oficialmente conhecida como "cidade das guirlandas".

## História

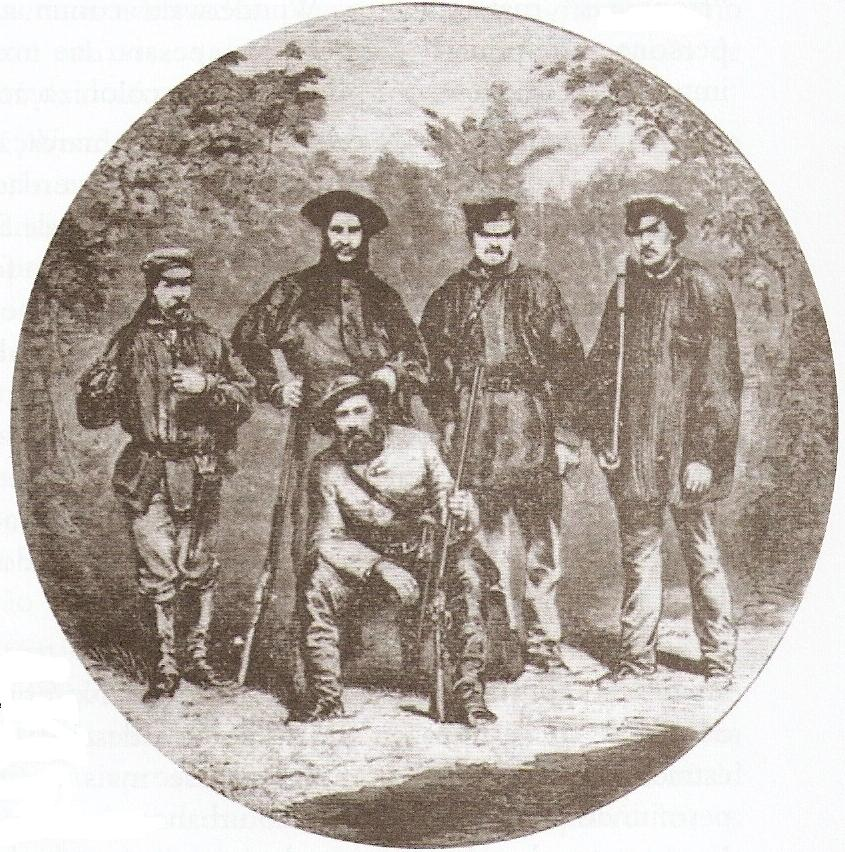
Engenheiro Carl August Wunderwald com seus companheiros de expedições Werner Riekes, Schimming e Gilgen, em 1866.

O distrito de Guaramirim foi criado em 1919 pertencendo ao município de Joinville. Posteriormente, a lei estadual nº 247 de 30 de dezembro de 1948 criou o município de Massaranduba contendo os distritos de Massaranduba e Guaramirim, sendo o primeiro sua sede. Pelo descontentamento de seus habitantes, a lei estadual nº 295 de 18 de julho de 1949 mudou o nome do município e transferiu sua sede para Guaramirim. Atualmente Guaramirim e Massaranduba são municípios distintos.

## Símbolos

### Brasão

O escudo de Guaramirim contém um guará, pássaro que dá nome à cidade.

Escudo criado em 27 de setembro de 1972, através da lei nº 389, promulgada pelo prefeito Paulino João de Bem e aprovada pela Câmara Municipal. As armas de Guaramirim constituem de um escudo de formato tradicional português, encerrado por uma coroa mural. O escudo de formato português faz referência a origem lusitana dos primeiros povoadores do município. Este escudo se subdivide em três faixas horizontais pela seguinte ordem: A faixa inferior, de cor verde, que representa os arrozais, os bananais e os milharais, que cobrem extensas terras do município e dos quais o mesmo retira a parcela principal das suas rendas; A faixa central, ondulada e de cor preta, representa o curso do Rio Itapocu, cujas águas banham as terras do município e da própria sede; A faixa superior, de cor azul celeste, remate e representa o firmamento.
Pousado sobre a margem inferior do Rio Itapocu, o escudo mostra um guará, ave de cor rubra, que segundo a tradição oral, deu origem ao nome do município.
O escudo tem como suportes laterais, de cada lado, e em suas cores naturais, uma bananeira ostentando florescência, que representa uma das produções mais importantes do município e uma alusão ao primeiro nome da região, quando ainda Distrito do município de Joinville, com o nome de Bananal. Terá ainda como suportes laterais e em suas cores naturais também, dois feixes de espigas de arroz em grão, representando a produção agrícola mais importante do município.
Em listel localizado na base do escudo, esta inserta em letras maiúsculas a denominação do município: Guaramirim. O listel será em vermelho e a inscrição em prata.
A coroa mural, que há em cima do escudo, terá o formato tradicional e ostenta cinco torrões, de cor de prata.

### Bandeira

Bandeira oficial de Guaramirim.

Criada sob a lei nº 390 promulgada pelo prefeito Paulino João de Bem, em 21 de setembro de 1972. Segundo a lei, a bandeira será de cor branca, tendo no centro o escudo de Guaramirim aprovado pela Lei nº 389/72. A cor branca identifica a pureza das intenções do povo de Guaramirim, a prosperidade e o trabalho que faz a grandeza. Ao centro do Brasão que representa o Governo Municipal e simboliza a cidade, sede do Município. A bandeira do município de Guaramirim poderá ser confeccionada em diversos tamanhos, mantidas, porém, sempre as devidas proporções de construção modular, também adotadas para a Bandeira Nacional. As medidas sempre terão como base a largura desejada, que será dividida em quatorze parte iguais, devendo considerar-se cada parte um módulo, o comprimento da bandeira será de vinte módulos, tendo as duas faces da bandeira exatamente iguais.

## Geografia

### Clima
O clima apresenta-se quente e úmido, ou seja subtropical, não se observando excessível verão, nem demasiado rigor no inverno. As chuvas são mais frequentes na estação quente, quando também são comuns as trovoadas. A temperatura média é de 20 °C, sendo raras as geadas. Segundo Koppen classifica-se como mesotérmico úmido, sem estação seca. As temperaturas médias em janeiro variam de 26 a 35 °C, e em julho de 10 a 18 °C. A insolação varia de 1.600 a 2.200 horas/ano de raios solares. A umidade relativa do ar varia de 80 a 85% e a precipitação pluviométrica anual entre 2.000 a 2.200 milímetros.

### Relevo
Na região ocorrem altitudes que vão desde 0 metros ao nível do mar em Barra Velha, atingindo até 1.176 metros ao nível do mar no ponto culminante situado na Serra do Rio Manso em Jaraguá do Sul. Guaramirim apresenta os menores gradientes altimétricos da região, caracterizados pelas planícies quaternárias. O município conta com os seguintes locais de destaques quanto ao relevo: Serra Duas Mamas, Morro da Prata, Morro do Defuntinho, Morro do Bananal, Morro da Ponta Comprida, Morro da Figueirinha e Pico Jaraguá, considerados áreas de preservação ecológica do município.

### Vegetação
Se destacam as florestas Ombrófila Densa e floresta Ombrófila Mista, áreas de formações pioneiras e áreas de tensão ecológica.

### Hidrografia
A rede hidrográfica da região possui como seu rio base o rio Itapocu que percorre no sentido Oeste-Leste, indo desaguar no Oceano Atlântico. A bacia do rio Itapocu, com uma área de 2.930 km² possui um regime tropical com seus rios caracterizados por perfis longitudinais e declives acentuados.

### Divisão territorial
O município é dividido em 35 bairros e localidades. Grande parte deles nasceu de núcleos coloniais formados por famílias de imigrantes europeus, na segunda metade do século XIX. O centro, local de fundação da cidade, mantém-se como a área mais movimentada e onde se concentra a maior parte das instituições financeiras de Guaramirim.
| Zona Urbana: - 1 - Centro - 2 - Bairro Amizade - 3 - Bairro Avaí - 4 - Bairro Beira Rio - 5 - Bairro Bananal do Sul - 6 - Bairro Barro Branco - 7 - Bairro Caixa D'Água - 8 - Bairro Corticeira - 9 - Bairro Escolinha - 10 - Bairro Figueirinha - 11 - Bairro Guamiranga - 12 - Bairro Ilha da Figueira - 13 - Bairro Imigrantes - 14 - Bairro Nova Esperança - 15 - Bairro Recanto Feliz - 16 - Bairro Rio Branco - 17 - Bairro Timbiras - 18 - Bairro Vila Amizade | Zona Rural: - 19 - Bananal (Loc.) - 20 - Brüderthal I (Loc.) - 21 - Brüderthal II (Loc.) - 22 - Jacu-Açu I (Loc.) - 23 - Jacu-Açu II (Loc.) - 24 - João Pessoa (Loc.) - 25 - Novo Tibagi - 26 - Perdidos - 27 - Poço Grande I (Loc.) - 28 - Poço Grande II (Loc.) - 29 - Ponta Comprida (Loc.) - 30 - Putanga - 31 - Quati (Loc.) - 32 - Ribeirão do Salto (Loc.) - 33 - São Pedro - 34 - Serenata (Loc.) - 35 - Tibagi (Loc.)\|valign="top"\| |

## Demografia

### Indicadores principais
- População municipal: 45.797 habitantes[2] (80% urbana,20% rural; 50,72% homens e 49,28% mulheres)
- Densidade demográfica: 131,18 habitantes por km²
- Taxa de alfabetização: 97,63%
- Índice de Desenvolvimento Humano (IDH-M): 0,751 (PNUD/2000)
  - IDH-M Renda: 0,722
  - IDH-M Longevidade: 0,838
  - IDH-M Educação: 0,906
- Renda per capita (dados de 2000 expressos em 1 de agosto de 2000): 31.318,00 reais

Fonte: IPEADATA
A população de Guaramirim em 2020 era de 45.797 habitantes, conforme estimativa do IBGE. Em 2000, a cidade esteve entre as maiores em longevidade do país, com esperança de vida ao nascer de 75,29 anos.
Segundo os resultados dos últimos censos, a população da cidade elevou-se de 17.640 habitantes, em 1991, para 29.932 habitantes em 2007, alcançando 35.172 em 2011. O município de Guaramirim (268,119 km²), teve sua população aumentada, elevando-se sua densidade demográfica para 131,18 hab./km².

### Crescimento populacional
Evolução demográfica

### Crescimento
Evolução do eleitorado

### Composição étnica

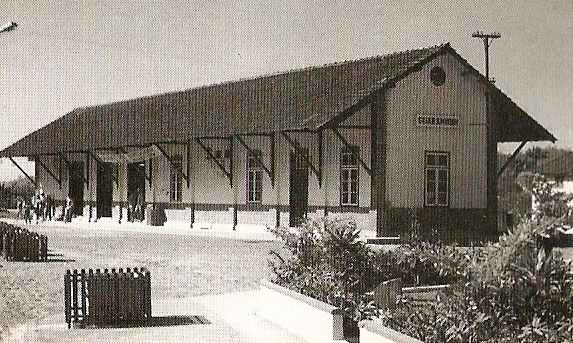
Estação Rodoferroviária - datada de 1910.

Na sua formação histórica, a demografia de Guaramirim é o resultado da miscigenação das três etnias básicas que compõem a população brasileira: o índio, o europeu e o negro. Mais tarde, com a chegada dos imigrantes, especialmente poloneses, ucranianos, italianos e alemães, formou-se um caldo de cultura singular, que caracteriza a população da cidade, seus valores e modo de vida.
| Cor/Raça            | Percentagem |
| ------------------- | ----------- |
| Branca              | 84,40%      |
| Preta               | 1,50%       |
| Parda               | 13,59%      |
| Amarela ou indígena | 0,51%       |

Fonte: Censo 2011

### Imigrantes
O processo de desenvolvimento populacional tanto da cidade como do município teve origem com o tropeirismo e ondas migratórias iniciada por portugueses, espanhóis e outro grupos étnicos. Após este período, a cidade recebeu forte onda de imigração européia: alemães a partir de 1833; em 1871, os polacos e ucranianos e, por último, os italianos.

## Turismo
O município destaca-se por atrativos naturais, culturais e gastronômicos. Tem localização estratégica e acesso privilegiado por duas importantes rodovias, a BR 280 e a SC 108, bem como, por rodovias municipais às duas maiores cidades do norte do estado, Joinville e Jaraguá do Sul e por uma estratégica ferrovia, a Linha do São Francisco da Rede de Viação Paraná-Santa Catarina, concedida à Rumo Logística para o transporte de cargas. Conta com um aeródromo e heliportos privados que contribuem na qualificação turística e na sua boa mobilidade logística. Próxima das melhores praias de Santa Catarina, fica a menos duas horas de Curitiba e Florianópolis e a 40 minutos do Parque Beto Carrero World, o maior multitemático da América Latina.
Há na cidade o Conselho Municipal de Turismo, o Plano Municipal de Turismo, a participação ativa no Colegiado de Turismo da Amvali e na IGR Caminho dos Príncipes. A Secretaria Municipal de Desenvolvimento Econômico, Indústria, Comércio e Turismo desenvolve ações em parcerias que tem colocado o município no Mapa de Turismo Brasileiro, além de receber do Ministério do Turismo o Certificado de "Município Prioritário para desenvolvimento do Turismo".
Os setores receptivos de hotelaria, gastronomia e deslocamento tem refinado muito suas atividades para recepção dos visitantes e turistas. O bom atendimento, bem como os bons produtos e serviços tem gerado boas avaliações nos que visitam o município.
Espaços de lazer, convenções, compras, esporte, gastronomia diversificada, artesanato, fé e contemplação a natureza são abundantes em Guaramirim. A cidade participa dos projetos "Rota da Tilápia" que contempla 08 pesque-pagues em três municípios vizinhos e "Cicloturismo Vale dos Encantos" que integra as rotas Serra e Mar unindo todos os municípios do Vale do Itapocu de Corupá à Barra Velha.
Desenvolve desde 2017, juntamente com a Câmara de Vereadores, ACIAG e CDL o projeto Cidade das Guirlandas, reconhecido pela Lei Municipal 4545/2018.
Cidade das Guirlandas é uma ideia de união das entidades em prol do desenvolvimento de Guaramirim. O símbolo foi eleito por sua capacidade de dar autonomia e exclusividade a produtos e serviços da Cidade. A Guirlanda já muito comum nas portas das residências e comércios tem o sentido de dar boas-vindas a quem chega e atrair boas energias a todos que naquele espaço convivem. Por ser um símbolo circular é infinito e pode ser adaptado para todas as épocas de festas e comemorações do ano. É mais comum no Natal e na Páscoa, mas pode ser também um item de decoração permanente, conforme suas alegorias. Atualmente a cidade tem investido em eventos e decorações em datas alusivas ao comércio como forma de atrair os moradores das cidades vizinhas, os que transitam por nossas rodovias e com divulgação em feiras e eventos os turistas externos. Outra inovação que o projeto está trazendo é o plantio de Guirlandas Vivas. A partir de estruturas prontas fixadas ao solo, plantas trepadeiras podem se moldar ao aro dando aspecto natural e permanente durante todo o ano.
Constantemente tem-se buscado a integração da cidade, moradores, trabalhadores e estudantes para o foco no tema que além de embelezamento traz uma nova possibilidade econômica de manutenção e ampliação da atividade produtiva em Guaramirim. Vale a pena conhecer e reconhecer as belezas e os encantos dessa cidade arraigada de cultura, deliciosa gastronomia, segurança, mobilidade e gente ansiosa por receber bem a todos que aqui visitam.
Secretário de Turismo: Rodrigo Ademir da Silva.

## Educação
O município conta com 6.008 discentes, divididos em:
- Pré-escolar: 23 instituições municipais; uma privada
- Ensino fundamental: cinco estaduais; 30 municipais; uma privada
- Ensino médio: quatro estaduais

## Transportes
Os meios de transporte utilizados no município são rodoviário e ferroviário.
O município é cortado por rodovias federais, estaduais e municipais.
O sistema viário local é formado por 500 km de rodovias municipais, 27 km de rodovia estadual, e 15 km de rodovia federal.
O município está localizado no maior pólo geo-econômico de Santa Catarina, entre os municípios de Joinville, Blumenau e Jaraguá do Sul.
A Linha do São Francisco, ferrovia da RVPSC concedida à América Latina Logística e a rodovia BR-280 cortam o município, formando um corredor de exportação, ligando-o ao Porto de São Francisco do Sul e ao Planalto Catarinense.
A rodovia SC-413 liga Guaramirim a Joinville e a Massaranduba, e a SC-474 liga Massaranduba a Blumenau.
8,53% da malha viária do município encontra-se pavimentada (lajota, paralelepípedo e asfalto).

### Distâncias partindo de Guaramirim
| Cidade                  | Kilômetros |
| ----------------------- | ---------- |
| Araranguá               | 410        |
| Ascurra                 | 100        |
| Balneário Camboriú      | 112        |
| Barra Velha             | 48         |
| Blumenau                | 50         |
| Brusque                 | 100        |
| Campos Novos            | 340        |
| Canoinhas               | 150        |
| Chapecó                 | 600        |
| Concórdia               | 400        |
| Corupá                  | 25         |
| Criciúma                | 380        |
| Curitiba                | 169        |
| Curitibanos             | 300        |
| Florianópolis - Capital | 180        |
| Garuva                  | 74         |
| Gaspar                  | 70         |
| Ibirama                 | 80         |
| Ilhota                  | 70         |
| Indaial                 | 57         |
| Itajaí                  | 102        |
| Jaraguá do Sul          | 08         |
| Joaçaba                 | 380        |
| Joinville               | 42         |
| Lages                   | 284        |

Fonte: Rodoferroviária